# Селезньов Костянтин Георгійович
Селезньов Костянтин Георгійович (нар. 5 липня 1956) — український вчений у галузі оториноларингології та гірудології. Доктор медичних наук, професор. Академік АН ВШ України, віцепрезидент Всесвітнього товариства вчених, які вивчають медичну п'явку; винахідник, хірург-оториноларинголог; автор понад 150 винаходів в області медицини, біотехнологій, фармації та косметології.

## Біографія
Після закінчення у 1981 році Донецького державного медичного університету ім. М. Горького працює на різних посадах на кафедрі оториноларингології ДонДМУ, а з 1999 року — завідує цією кафедрою. Одночасно з 1989 року по 2003 рік був генеральним директором МНВФ (ТОВ) «Біокон» (Україна), а з 2003 року і досі є генеральним директором ТОВ «Георг Біосистеми».

## Наукові досягнення
Наукову діяльність розпочав у 1976 році під час навчання на кафедрі топографічної анатомії та оперативної хірургії.

### Новий спосіб апендектомії
Розробив, експериментально та клінічно обґрунтував принципово новий спосіб апендектомії, що дозволив розв'язати проблему спайкової хвороби після операції. За даними Міжнародного спайкового суспільства (англ. International Adhesion Society), у 50-75% хворих після операції розвивається кишкова непрохідність[джерело?], смертність від якої становить від 13% до 55%. Селезньов запропонував після видалення червоподібного відростка шов накладати лінійно, замість «кисетного шва», що деформує кишку.
У 1981 році захистив дисертацію «Клініко-експериментальне обґрунтування нового способу обробки кукси червоподібного відростка апаратами, який зшивають під час апендектомії». Міністерство охорони здоров'я СРСР рекомендувало цей спосіб для широкого впровадження в практику охорони здоров'я країни.

### Інновації в оториноларингології
Розробив кілька хірургічних способів відновлення голосу після тотального видалення гортані, які широко використовує у своїй хірургічній практиці реабілітації ЛОР-онкологічних хворих. Розробив спосіб відновлення слуху при гострому та хронічному невритах слухових нервів методом гірудотерапії. Ця розробка досі широко використовується в ЛОР-клініках Східної Європи.
Разом зі співавторами розробив метод трансмастоїдального шунтування, який дозволяє при гнійних захворюваннях вуха уникнути важкої операції мастоїдотомії.

### Гірудологія
Разом зі співавторами розробив унікальний, єдиний у світі спосіб розведення п'явок у штучних умовах за замкнутим циклом. Це дає можливість збереження виду П'явка медична, занесеного до Червоної книги.
Спільно з колегами створив унікальну біофабрику з вирощування п'явок за вищевказаною технологією, відновив та розробив нові ефективні методи гірудотерапії при різних захворюваннях, яким навчалися лікарі СНД; виділив різні біологічно активні речовини з секрету слини п'явки Hirudo medicinales, призначені для лікування різних захворювань. Випустив низку лікувально-профілактичних препаратів з біологічно-активних речовин (БАР) Hirudo medicinales, які не мають аналогів у світовій практиці. Вперше у світовій практиці створив та випустив серію косметичних засобів на базі БАР [Архівовано 20 грудня 2016 у Wayback Machine.], виділених зі слини медичної п'явки.
За глобальні дослідження дії Hirudo medicinales у 1990 році був обраний віцепрезидентом Всесвітнього товариства вчених, які вивчають медичну п'явку.

### Нова система медичної реабілітації хворих
У 1999 році був обраний головою Донецького обласного товариства оториноларингологів. Створив принципово нову систему медичної реабілітації хворих на різні захворювання. Автор довів, що медична реабілітація — це не відновлювальний вплив на хворого після лікування (як заведено вважати в медицині), а планування та вибір методу лікування хворого (а не хвороби) на підставі аналізу не лише об'єктивних характеристик захворювання, а й особистісних характеристик хворого. Результати цього дослідження кардинально змінили можливості лікування хворих і були обговорені на міжнародних форумах. Захистив на цю тему докторську дисертацію, отримав звання професора. За цей цикл робіт обраний академіком Академії наук Вищої школи України.

### Нові розробки в області фармації та косметології з флавонами цибулі та часнику
Є автором понад 50 інноваційних розробок в області фармації й косметології, що засновані на ідеї: на людину безпечніше й ефективніше за все діють біологічно активні речовини рослин і тварин, які територіально знаходяться в одному з ним регіоні проживання.
Провів низку наукових досліджень з ефективності пробіотичних препаратів на основі лактобактерій Lactobacillus Rhamnosus і Lactobacillus Murinus при дисбактеріозі.
Виділив біологічно активні речовини цибулі та часнику і усунув їх запах; отримав за запатентованим методом флавони цибулі та флавони часнику без запаху (Onion Flavones та Garlic Flavones). Завдяки зволожуючим властивостям флавони цибулі та часнику широко застосовуються у косметології, дозволяючи уповільнити процеси зневоднення шкіри.